# Liste des seigneurs, barons, puis marquis de Juigné
Pour les articles homonymes, voir Juigné.
Juigné-sur-Sarthe fut le siège d'un fief connu depuis le XIIIe siècle, relevant du comté du Maine puis du Comté de Laval à partir de 1429.

## Union de Juigné et La Champagne-Hommet
La Champagne-Hommet fut une châtellenie puis baronnie mouvante dépendante de la Maison de Laval. La partie méridionale de la Champagne du Maine, juste au nord de la Sarthe, formait la Champagne-Hommet, avec Juigné, Auvers, Avessé, Asnières, etc. Elle le berceau des Laval à la Motte de Denneray (ou Dénéré, à Avoise) (cf. Guy Ier), puis des Le Clerc de Juigné.
Au mois de décembre 1615, Louis XIII érigeait en baronnie la châtellenie de La Champagne-Hommet. La seigneurie, annexée au château de Juigné-sur-Sarthe, portait successivement le titre de châtellenie de Juigné et est unie avec la châtellenie de La Champagne-Hommet (à Avoise), par lettres patentes de décembre 1615. 
Le titre fut transféré ensuite sur ladite terre et seigneurie de Juigné, par lettres patentes de 1647, devenant baronnie de Juigné. Le fief fut érigé en marquisat, le (17 mars 1762), au profit de Jacques Gabriel Louis Le Clerc de Juigné. Une partie dépendait alors du Comté du Maine, et une autre du Comté de Laval.
En 1639, la Champagne-Hommet fut attribuée au présidial de Château-Gontier, mais elle en fut distraite par arrêt du Conseil de 1672. L'arrêt du parlement déclarant « que la châtellenie et sénéchaussée de Champagne-Hommet est mouvante en plein fief du comté de Laval, que la juridiction en appartient aux juges et officiers dudit comté, et faisant défense aux présidiaux du Mans et de Château-Gontier de les troubler », est du 1er septembre 1657 .

## Généralités (La Champagne-Hommet)
La Champagne-Hommet est une châtellenie puis baronnie mouvante du Comté de Laval.  La Champagne-Hommet doit son nom à Jean de Villiers du Hommet seigneur du Hommet. La Champagne-Hommet, domaine féodal, n'était d'ailleurs qu'un canton de la Champagne du Maine, territoire qui s'étendait de Cossé-en-Champagne à Rouez-en-Champagne, relevant de plusieurs suzerains. 
La châtellenie de Champagne, plus tard Champagne-Hommet, appartenait à la maison de Laval, probablement depuis Guy Ier de Laval. En 1239, Jean de Toucy et Emma de Laval, dame de Laval, donnèrent en dot à Avoise (morte en 1270), épouse de Jacques de Château-Gontier, seigneur de Château-Gontier et de Nogent-le-Rotrou, toute la terre de Champagne au Maine. La sénéchaussée de Champagne était exceptée de cette aliénation, mais seulement au point de vue honorifique. Cette sénéchaussée était unie à la terre de Verdelles, en Poillé-sur-Vègre, tandis que le chef-lieu de la Champagne-Hommet semble avoir été le domaine de Demeré, en Avoise. La châtellenie de Champagne et la sénéchaussée de Champagne sont mentionnées à part dans l'aveu de Laval de 1444.

## Généralités (Juigné)
Cette terre passa de la famille de Quatrebarbes, dans celle de Poussin, puis dans celle de Lessillé, par le mariage de Thiéphanie Poussin avec Nicolas de Lessillé. Jean Lessillé, issu de ce mariage, étant mort sans enfants, de même que Pierre Poussin, frère de Thiéphaine, qui avait épousé Jeanne, dame de La Chartre et de Marçon.
Colas Leclerc, issu de Roland Leclerc (vivant vers la fin du XIIIe siècle, du temps de Philippe-le-Bel), qui avait épousé une sœur cadette de Thiéphaine et de Pierre Poussin, succéda à Jean Lessillé son cousin germain dans les terres et seigneuries de Juigné, Coulennes (en Loué), de La Motte d'Arthésé, d'Hierré (en Tassé) et de La Nouillère. Colas Leclerc, en 1480, était aussi seigneur pour moitié, de la châtellenie de Milon, en Amné.
René II Le Clerc, seigneur de Juigné et de Verdelles, acquit, en 1600, de la maison de Maillé-Bénéhart, la châtellenie de Champagne (Champagne-Hommet, à Avoise), alors annexée à la terre de Verdelles-en-Poillé, En récompense de ses services, la châtellenie de Champagne fut érigée en baronnie en 1615.
Son fils, Georges Le Clerc de Juigné, fut autorisé à réunir sa terre de Juigné à celle de Champagne et obtint leur érection en baronnie par lettres patentes de l’an 1647, enregistrées au bureau des finances de Tours, en la sénéchaussée d'Anjou, 28 juin et 26 novembre 1680,. Il fit ensuite transférer ce titre sur la terre de Juigné qui en devint le chef-lieu.

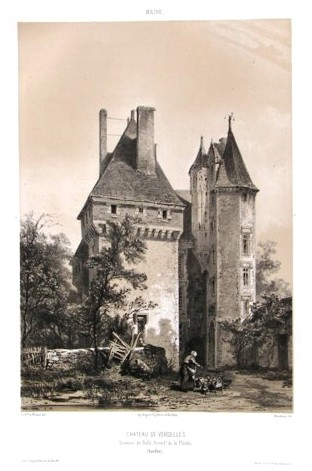
Le château de Verdelles(Poillé-sur-Vègre) en 1862.

Le château de Verdelles, le « plus curieux de ceux du Maine », par ses belles sculptures du style de la Renaissance, qu'habitaient les premiers seigneurs de Juigné, du nom de Leclerc, comme on le voit par un aveu rendu par « Jarri » Leclerc, en 1668, fut probablement abandonné par eux lorsqu'ils eurent fait bâtir celui actuel de Juigné.
Le roi Louis XVIII attacha la pairie héréditaire au titre du marquis de Juigné en faveur de Charles Philibert Gabriel Le Clerc (son neveu l'a perdue, à défaut d'avoir prêté le serment, prescrit par la loi du 30 août 1830, à la monarchie de Juillet). « Par l'ordonnance royale qui assigne le rang et la qualité de chaque pair, la branche de cette maison, qui est en possession de la pairie, a le titre légal de marquis. Les autres branches ont dans les actes publics et brevets de nos rois le titre de comte de Juigné ».
La terre de Juigné, dont quelques parties ont été vendues pendant la Révolution française, continua d'appartenir à la famille Leclerc de Juigné jusqu'au milieu du XXe siècle, date à laquelle elle passa aux Durfort Civrac de Lorges.

## La question du péage
La question du péage de la Champagne, que le seigneur de Juigné percevait encore au XVIIIe siècle en vertu de la cession de 1239, intéressait le commerce lavallois, et spécialement les marchands de vin. Les droits n'étaient pas exorbitants, mais ce n'en était pas moins une entrave. En 1702, les échevins de Laval demandaient au parlement qu'il fût dressé « un plan ou carte géographique de la chastellenie de Champagne, suivant l'aveu d'icelle rendu au comté de Laval ; dans laquelle carte, il sera fait distinction et désignation exacte des chemins par lesquels se fait ordinairement la voiture des vins depuis les ports de Cheronnerie, de Soulesmes et d'Avoise jusques aux villes d'Évron, Sainte-Suzanne, Bruslon, Mayenne, Ambrières, Lassé, Alençon, etc. ». Un arrêt du conseil d'État, du 24 octobre 1751, défend à la dame de Juigné, de percevoir aucun droit de péage sur la Sarthe et autres rivières, dans l'étendue de la baronnie de Champagne : cette dame imposait les bestiaux chargés, qui traversaient le territoire de la seigneurie de Juigné et de Champagne réunis.

## Les possesseurs de la terre de La Champagne-Hommet
- En gras, les seigneurs de La Champagne-Hommet ;
- ∞ : Union.

Armes des Beaumont-au-Maine : chevronné d'or et de gueules de pièces.

- La châtellenie de Champagne, plus tard Champagne-Hommet, appartenait à la maison de Laval, probablement depuis Guy Ier de Laval. En 1239, Jean de Toucy et Emma de Laval, dame de Laval, donnèrent en dot à Avoise (morte en 1270), épouse de Jacques de Château-Gontier, seigneur de Château-Gontier et de Nogent-le-Rotrou, toute la terre de Champagne au Maine
- Jean de Villiers, seigneur du Hommet, qui devint seigneur de la Champagne par son mariage avec Jeanne de Beaumont-au-Maine vers 1374. (les Villiers étant au Hommet les héritiers de la famille du Hommet)
- Guillaume de Villiers, petit-fils de Jean de Villiers, mari de Jeanne du Matz, n'ayant eu que deux filles, Jeanne, la jeune, mariée à René de Marcillé, eut pour sa part un tiers du domaine, sous le nom de seigneurie de la Roche-Saint-Bault.
- Anne de Villiers, l'aînée, dame de Benehart, fut femme d'Hardouin XI de Maillé. Après une confiscation momentanée par Henri IV au profit de Françoise d'Orléans en 1590, René Ier de Maillé Bénéhart rentra en possession de sa châtellenie de Champagne-Hommet, qu'il vendit, le 7 mai 1601, pour 6 000 écus à René II Le Clerc.

## Les possesseurs de la terre de Juigné
- En gras, les seigneurs de Juigné ;
- ∞ : Union.

Blason de la famille de Quatrebarbes : De sable à la bande d'argent accompagnée de 2 cotices de même.

- Mathurin (ou Macé II) Quatrebarbes (vers 1250 † après 1294 - Mée), seigneur de La Rongère (à Saint-Sulpice (Mayenne)), seigneur de La Membrolle, de La Touche-Gelé, de Valière, de La Guillionnière, de Juigné, de La Chapelle-Craonnaise et de Chateauneuf ;
- Jean Ier Quatrebarbes, seigneur de La Membrolle, seigneur de La Touche-Quatrebarbes (à La Membrolle), seigneur de Juigné ;

- Gervais Poussin, seigneur de Juigné ∞ Marie/Macée, dame de Souligné, fille de Jean de Neuvillette et de la sœur du vicomte de Beaumont[17], dont :
  - Pierre Poussin ∞ Jeanne, dame de La Chartre et de Marçon, sans enfants ;
  - Thiéphaine Poussin, dame de Juigné ∞ Nicolas Lessillé[9], dont :
    - Jean Lessillé[18] († 1384[19]), seigneur de Juigné ∞ Catherine la Gallière[20], sans enfants ;
    - Marthe Lessillé ∞ à Roland Le Clerc[21], seigneur de Juigné (fin du XIIIe siècle[17])
      - Colas ou Nicolas Ier Le Clerc, « premier seigneur de Juigné à titre successif » de son oncle Jean de Lessillé († 1384) ∞ Marguerite de La Saugère. De ce mariage sont issus :
        - Colas ou Nicolas II Le Clerc († avant 1420), seigneur de Juigné, de Coulaines, du Vignau, de Saint-Martin de Candé, de La Mothe, d'Arthezé, de La Nouillière, etc. ∞ (1°) (vers 1385) Jeanne de Bouvards, dont :
          - (1°) Jean Ier  Le Clerc, dit l'aîné († vers 1418[22]), seigneur de Juigné, du Vignau, de Saint-Martin-de-Candé, de La Mothe d'Arthezé, d'Hierré et de La Noullière, échanson du roi Charles VI ∞ Guillemette, fille de Jean Pointeau, seigneur de Boisdauphin, chancelier de Louis[Lequel ?], duc d'Anjou et de N. Lessillé, dont :
            - Jean II Le Clerc[23] († 1470), seigneur de Juigné, prend part à la bataille de Saint-Denis-d'Anjou[24] ∞ (1.) (24 avril 1436) Anne de Mellay († 1463), dame de Verdelles[25], à laquelle il assigna un douaire sur les biens qui furent à son ancêtre Hisgaud Le Clerc ;
              - (1.) Nicolas III Le Clerc († 1507), seigneur de Juigné et de Verdelles ∞ Louise d'Hauteville[26], veuve d’Ambroise de Cornillau, seigneur du Fay, dont il eut :
                - René Ier Le Clerc († après 1555), seigneur de Juigné, de Verdelles et de Souligné-sous-Sablé[Lequel ?] ∞ (13 mars 1522) Renée de Champagne[27], dont :
                  - Jean III Le Clerc († avant 1566), mort avant son père[28], seigneur de Juigné et de Courteilles, passa au protestantisme ∞ (13 octobre 1555) avec Madeleine Affagart[29] (1542-1608), dont :
                    - René II Le Clerc, seigneur de Juigné et de Verdelles, seigneur (1600) puis baron de Champagne (1619) ∞ (29 août 1593) Marie Campaing (° vers 1560), dont :
                      - Georges Le Clerc, 1er[11] baron de Juigné (1647) ∞ (12 septembre 1633), Élisabeth des Nouhes[30] (° 1615), baronne de La Lande (dot[11]), dont :
                        - Jacques Le Clerc, seigneur et baron de Champagne, de Juigné et de La Lande, se convertit à la révocation de l'édit de Nantes ∞ (1°) Henriette de La Lande de Machecoul[31], dont :
                          - (1°) Samuel Le Clerc, baron de Champagne, de Juigné, de la Lande, etc. ∞ (20 mai 1695) sa cousine germaine, Louise-Henriette de Crux[32], dont :
                            - Samuel-Jacques Le Clerc († 19 septembre 1734, tué à la bataille de Guastalla), chevalier, baron de Juigné et de Champagne, de la Lande, etc., colonel du régiment d'Orléans-infanterie ∞ (26 juin 1725) Marie-Gabrielle Le Cirier de Neufchelles[33] (1706-1763), dont :
                              - Jacques Gabriel Louis Le Clerc (1727-1807), 1er marquis de Juigné, lieutenant général, ministre plénipotentiaire de France en Russie, député aux États généraux de 1789, ∞ (17 mars 1760) Claude-Charlotte Thiroux de Chammeville (1743-1827) dame de Brétigny-sur-Orge, dont :
                                - Charles Philibert Gabriel Le Clerc (1762-1819), 2e marquis de Juigné, émigré (1791), officier étranger, pair de France ∞ (1782) Marie Louise Charlotte de Bonnières de Souastre (de Guînes) († 1792), chanoinesse-comtesse de Remiremont, sans postérité ;
                                - Charles Marie Le Clerc (1764-1826), comte puis 3e marquis de Juigné (1819), colonel à l'armée des Princes, pair de France (1823, baron-pair héréditaire) ∞ (1787) Anne Eléonore Eulalie du Floquet de Réals († 1803), dont :
                                  - Jacques-Marie-Anatole Le Clerc (1788-1845), comte puis 4e marquis de Juigné, chef d'escadron de la garde nationale, pair de France, chevalier de la Légion d'honneur ∞ (2°) (20 juin 1824) Armande Pauline Marie de Castellane de Majastres (1788-1833), dont :
                                    - (2°) Charles Léon Ernest Le Clerc (1825-1886), 5e marquis de Juigné, député de la Sarthe (1871-1876) ∞ (20 mai 1844) sa cousine Charlotte Bernardine Auguste de Percin de Montgaillard (1825-1897), fille d'Anne-Eulalie-Agathe Le Clerc de Juigné (° 6 février 1801), dont :
                                      - Henry Anatole Christian (1845-1893), 6e marquis de Juigné, capitaine au 33e régiment de marche (gardes mobiles de la Sarthe), chevalier de la Légion d'honneur[34] (30 décembre 1870) ∞ (18 mai 1867) Marie de Talhouët-Roy (1849-1934), dont :
                                        - Jacques Auguste Marie Le Clerc (1874-1951), 7e marquis de Juigné, député de la Loire-Inférieure (1906-1936), puis sénateur de la Loire-Inférieure (1936-1940) ∞ (10 décembre 1901) Marie Madeleine Emma Eudoxie Schneider (1879-1967), militante féministe chrétienne[35].